# Psicologia da personalidade
Psicologia da personalidade ou psicologia diferencial é a parte da psicologia que se dedica a descrever e explicar "as particularidades humanas duradouras, não patológicas e que influenciam o comportamento dentro de uma determinada população". Além disso tem essa disciplina o objetivo de integrar os resultados empíricos em uma teoria da personalidade e de desenvolver métodos para o  psicodiagnóstico e fundamentá-los teoricamente. Enquanto alguns autores usam ambos os termos como sinônimos, outros preferem tratá-los como duas disciplinas diferentes.
O termo psicologia diferencial foi introduzido pelo psicólogo alemão W. Stern (1911), que expressava com ele um dos três diferentes campos de estudo em que ele dividia a psicologia: (i) uma "psicologia individual", que se dedica ao estudo do indivíduo, (ii) uma "psicologia especial", que se deveria dedicar ao estudo de características de grupos e (iii) uma "psicologia diferencial stricto sensu", que deveria estudar as diferenças entre indivíduos e entre grupos. Como se vê, a terminologia de Stern não é clara – pois ele usa a palavra diferencial com dois sentidos diferentes – e além disso sua "psicologia diferencial lato sensu" abrange áreas tradicionalmente atribuídas à psicologia clínica, à psicologia social e à psicologia do desenvolvimento. Essa falta de clareza levou o termo a desaparecer da literatura científica anglófona desde a década de 70 do século XX. Em alemão hodierno o termo se refere a uma parte da psicologia da personalidade que trabalha com métodos diferenciais.
Importantes temas são o diagnóstico de inteligência (ver quociente de inteligência), a criatividade, bem como a questão mais genérica a respeito da origem de tais diferenças, por exemplo, se elas se devem mais a diferenças genéticas (ver hereditariedade) ou mais à experiência de vida de cada um.
O uso científico do termo personalidade pela psicologia diferencial difere daquele típico da psicologia do senso comum. A psicologia científica busca a formação de um modelo teórico de personalidade, enquanto as teorias do senso comum se baseiam muitas vezes em processos de atribuição subjetivos: por exemplo, a partir de determinado comportamento de alguém, se diz que ele tem uma "personalidade forte". Exemplos de paradigmas científicos para o estudo da personalidade são: o paradigma psicoanalítico, o interacionista, o comportamental, o evolucionista e o cognitivista.

## Descrição da Personalidade
A Psicologia da Personalidade conhece três maneiras distintas para classificar a personalidade: a em dimensões, a classificação em tipos e a classificação baseada nos transtornos de personalidade.

### Descrição dimensional da personalidade
O objetivo deste método de classificação é reduzir a variedade quase infinita de personalidades a um número mínimo de dimensões estatisticamente independentes. O ponto de partida para gerar tais dimensões é normalmente uma análise do vocabulário que um determinado idioma tem para descrever características da personalidade de alguém. Um grupo representativo da população desse idioma recebe então a tarefa de separar essas palavras em categorias de palavras. Os resultados são então analisados através de um método estatístico chamado análise fatorial. Esse método, também chamado de método lexical, foi a base das propostas de Catell, de Guilford e de Eysenck. A classificação atualmente mais em uso no mundo científico foi proposta por T. Norman e L. R. Goldberg e é conhecida como "Big Five", por descrever a personalidade através de cinco fatores ou dimensões:
- Extroversão - refere-se a quanto uma pessoa busca contatos, é auto confiante e espontânea;
- Amabilidade - refere-se a quanto uma pessoa é gentil, empática, mostra consideração pelos outros;
- Conscienciosidade (ou Responsabilidade) - refere-se a quanto uma pessoa é cuidadosa, atenciosa, perseverante, empenhada naquilo que faz;
- Instabilidade emocional (ou Neuroticismo) - refere-se a quanto uma pessoa tende a preocupa-se, ser nervosa, ter medo e estar tensa;
- Abertura para novas experiências (ou Intelectualidade, ou ainda Cultura) - refere-se a quanto uma pessoa tende a refletir, ser imaginativa, curiosa e original.

A personalidade de uma pessoa pode assim ser descrita na forma de um perfil composto de valores em cada uma dessas dimensões, que são colhidos através de um questionário psicológico como por exemplo o NEO-FFI.  A pesquisa do Big Five foi originalmente feita em inglês mas foi repetida com sucesso em vários outros idiomas.
A vantagem desse tipo de classificação é a capacidade que ela tem de descrever a personalidade, em geral complexa e multifacetada, através de poucas dimensões variáveis. Seu maior problema é a falta de uma base teórica, que justifique essas dimensões, afinal as dimensões foram geradas através de uma análise linguística e estão assim intimamente ligadas à psicologia do senso comum e a suas limitações.

### Descrição tipológica da personalidade
Enquanto o método dimensional classifica características de uma pessoa, o método tipológico classifica a pessoa. Isso pode se dar de duas maneiras diferentes: ou se definem as características próprias de cada uma das classes, ou se descreve para cada uma delas um protótipo, ou seja uma pessoa fictícia que representa essa classe de forma ideal. A definição das características ou dos protótipos de cada classe é feita a partir dos pressupostos teóricos dos diferentes autores. Por exemplo pode-se usar o Big-Five como base de um sistema tipológico, levando em conta o perfil da pessoa como parâmetro. Freud e Jung, com base em outros parâmetros relevantes para suas teorias, propuseram outras classificações tipológicas.

### Descrição baseada nos transtornos de personalidade
Os transtornos de personalidade são um determinado tipo de transtorno psíquico definidos nos dois sistemas de classificação mais difundidos hoje em dia: o DSM-IV, da Associação Psiquiátrica Americana (APA), e o capítulo F do CID 10, da Organização Mundial da Saúde. Tais transtornos - ao contrário do que o nome dá a entender - não se definem pelos parâmetros típicos da psicologia da personalidade, como o Big-Five ou outros, mas pela presença ou não de determinados sintomas, como é típico nos sistemas de classificação para diagnose médica. Do ponto de vista da psicologia da personalidade é importante notar que o limite entre cada um dos oito tipos de transtorno de personalidade descritos na CID 10 e variações normais da personalidade é um limite gradual e a diferença entre "normal" e "doente", nesse caso, é antes uma diferença quantitativa do que qualitativa. Isso significa, em outras palavras, que uma determinada variação de personalidade pode ser normal até um determinado ponto e a partir daí tornar-se patológica, observação que já havia sido feita por Freud. Assim, mesmo as pessoas que não apresentam uma alteração patológica da personalidade (como definida nos sistemas de classificação mencionados) podem ter um "estilo de personalidade" que tende mais ou menos na direção de um dos transtornos da personalidade.

## A pesquisa empírica da personalidade

### A coleta de dados
Existem muitas formas de se coletar dados para a pesquisa científica da personalidade. Pervin, Cervone e John, baseados em outros autores, apresentam quatro categorias de métodos:
1. Dados biográficos - são dados que se podem obter pela análise de currículos, relatórios escolares e outros documentos que descrevam o desenvolvimento da pessoa (ex. registros policiais sobre os crimes cometidos);
2. Observação - são dados coletados por pessoas treinadas para observar determinados tipos de comportamento. Essas pessoas, dependendo do que deve ser observado, podem ser os pais, amigos, professores ou profissionais mais especializados (ex. relatório dos professores sobre o comportamento de um aluno);
3. Testes - são informações coletadas através de testes psicológicos estandardizados (ex. desempenho em um teste de QI);
4. Informações dadas pelo próprio indivíduo - são dados fornecidos pela própria pessoa, que aqui se torna seu próprio observador. Para esse fim podem ser usados questionários estandardizados.

Além desses quatro tipos de métodos foram desenvolvidos mais recentemente outras formas de coleta de dados que não se deixam classificar nesse esquema. Um exemplo são os métodos de diário: o sujeito deve preencher todos os dias (ou sempre que um determinado fenômeno ocorra) um "diário", de forma que as informações sejam mais diretas. Além disso, na pesquisa empírica os pesquisadores costumam utilizar mais de um método, a fim de equilibrar as vantagens e desvantagens de cada um.

#### Princípios orientadores da coleta de dados
Dois princípios norteiam o trabalho de coleta de dados: a validade e a fiabilidade (fidedignidade ou confiabilidade) da mensuração. Quando um dado é válido, ele corresponde realmente a um fenômeno existente na realidade empírica; quando um dado é confiável, sua medição foi feita de tal forma que uma nova medição conduziria ao mesmo resultado. Por exemplo uma balança desregulada é válida, porque é capaz de registrar o peso, mas não é confiável, por não produzir dados confiáveis. Um terceiro princípio, a objetividade, só é relevante nos casos em que não se queira uma influência da subjetividade na medição. Na psicologia da personalidade a opinião e a experiência subjetiva são muitas vezes exatamente o que se busca e por isso, nesses casos, a objetividade desempenha um papel secundário.

#### Problemas éticos na pesquisa da personalidade
A pesquisa científica oferece muitas situações eticamente problemáticas. Independentemente do objeto de estudo, o pesquisador tem a obrigação de zelar pelo bem-estar dos participantes de suas pesquisas. Ele é assim responsável por protegê-los de possíveis perigos durante todo o processo de coleta de dados. Muitas vezes é necessário um parecer favorável de um conselhos de ética oficialmente reconhecido para que uma pesquisa possa ser realizada. Uma vez coletados os dados põe-se o problema de sua divulgação. Não apenas a publicação de dados falsos, um problema infelizmente mais frequente do que o desejado, se coloca como um problema ético, mas também e sobretudo o significado de preconceitos do pesquisador na interpretação desses dados. Uma terceira área de importância cada vez maior é o uso de métodos e conhecimentos psicológicos na vida pública (ex. testes psicológicos são utilizados na escolha de pessoal, na distribuição de vagas em universidades etc.; resultados de pesquisas psicológicas servem de base para decisões políticas). Essa situação exige dos pesquisadores o maior cuidado na divulgação dos resultados de suas pesquisas.

### Três abordagens de pesquisa
O pesquisador pode usar um de três estratégias na organização de sua pesquisa. Cada uma delas tem vantagens e desvantagens, que devem ser levadas em conta na fase de planejamento - o método utilizado deve ser apropriado para a questão proposta:

#### O estudo de caso
O estudo de caso tem por fim descrever uma pessoa, em seu pensar, sentir e agir. Para muitos pesquisadores essa é a única maneira de fazer jus à complexidade do ser humano. Os estudos de caso, apesar de servirem à pesquisa de diferentes áreas, foi sobretudo utilizado na pesquisa clínica. Apesar de permitir a observação do comportamento humano em situações naturais, da complexidade da inter-relação entre a pessoa e seu ambiente e de possibilitar uma compreensão mais aprofundada do indivíduo, os estudos de caso têm alguns problemas sérios: a observação, o mais das vezes, não é sistemática, a interpretação dos dados tende a ser mais subjetiva e a relação entre as diferentes variáveis observadas não é claro (fulano é depressivo por não ter amigos ou não tem amigos por ser depressivo?).

#### A pesquisa correlativa
O principal objetivo da pesquisa correlativa é determinar a relação entre duas ou mais variáveis observadas. A estratégia de pesquisa neste caso é medir duas ou mais variáveis em uma determinada população e calcular através de métodos estatísticos o quanto essas variáveis variam juntas. Esse tipo de pesquisa permite responder a perguntas do tipo "pessoas felizes vivem mais?", "fumantes morrem mais cedo?", "pessoas otimistas sofrem menos de depressão?". Como se vê, esse tipo de pesquisa permite que se analise um grande número de variáveis e a direção da relação entre elas (quanto mais X mais/menos Y) e permite que se pesquise grandes populações; por outro lado a pesquisa correlativa não permite determinar a causa de uma correlação (para maiores detalhes, ver correlação), a validade, a confiabilidade e a objetividade precisam ser muito melhores, aumentando as dificuldades metodológicas, e as pessoas pesquisadas não são vistas em sua completude, mas somente como "portadores de dados".

#### A pesquisa experimental
A pesquisa experimental caracteriza-se pelo princípio do laboratório: o pesquisador tenta controlar ("desligar") todas as influências externas, de tal modo que ele possa observar o que acontece com uma variável quando ele modifica outra. Por exemplo, para saber se as pessoas trabalham melhor com música ambiente, o pesquisador procura um grupo de pessoas disposta a participar do seu projeto, define uma mesma tarefa para todas as pessoas (de preferência na mesma sala, com o mesmo material) ele define através do acaso ("randomização") quais pessoas vão realizar essa tarefa com música e quais sem. Dessa forma, se as pessoas que trabalharam com música trabalharem melhor, o pesquisador saberá que é por causa da música e não por outra razão qualquer. Como se vê, esse tipo de pesquisa permite a observação detalhada e objetiva de apenas algumas variáveis relevantes e, sobretudo, permite que se possa afirmar se uma variável é causa da outra; por outro lado isso implica que fenômenos que não possam ser realizados em laboratório não podem ser pesquisados, a situação é artificial e, por isso, pode ser que as pessoas se comportem de maneira diferente quando estão fora do laboratório.